# Barbara Wolnicka
Barbara Mirosława Wolnicka (nacida como Barbara Mirosława Szewczyk, Katowice, 21 de marzo de 1970) es una deportista polaca que compitió en esgrima, especialista en la modalidad de florete.
Participó en tres Juegos Olímpicos de Verano, obteniendo una medalla de plata en Sídney 2000, en la prueba por equipos (junto con Sylwia Gruchała, Magdalena Mroczkiewicz y Anna Rybicka), el octavo lugar en Barcelona 1992 y el octavo en Atlanta 1996, en la misma prueba.
Ganó dos medallas en el Campeonato Mundial de Esgrima, plata en 1999 y bronce en 1998, y una medalla de bronce en el Campeonato Europeo de Esgrima de 2000.

## Palmarés internacional
| Juegos Olímpicos   | Juegos Olímpicos          | Juegos Olímpicos  | Juegos Olímpicos    |
| Año                | Lugar                     | Medalla           | Prueba              |
| ------------------ | ------------------------- | ----------------- | ------------------- |
| 2000               | Sídney (Australia)        | Medalla de plata  | Florete por equipos |
| Campeonato Mundial |                           |                   |                     |
| Año                | Lugar                     | Medalla           | Prueba              |
| 1998               | La Chaux-de-Fonds (Suiza) | Medalla de bronce | Florete por equipos |
| 1999               | Seúl (Corea del Sur)      | Medalla de plata  | Florete por equipos |
| Campeonato Europeo |                           |                   |                     |
| Año                | Lugar                     | Medalla           | Prueba              |
| 2000               | Funchal (Portugal)        | Medalla de bronce | Florete por equipos |